# Joshua Project

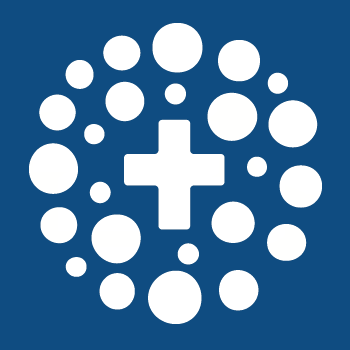
Joshua Project

Das Joshua Project ist ein pfingstlich-evangelikales Projekt zur christlichen Missionierung von indigenen Menschen weltweit. Die 1995 gegründete Datenbank der Pfingstbewegung dient zur Ermittlung und Darstellung des Standes der christlichen Mission bei allen Ethnien der Welt. 2006 wurde das Projekt zur Forschungsinitiative des United States Center for World Mission („Zentrum für Weltmission“). Das Center beschäftigt verschiedene Missionswissenschaftler und Laien. Ziel der Einrichtung ist die Entwicklung von Strategien, um möglichst viele Andersgläubige zu bekehren bei den am wenigsten christlich geprägten Gruppen, den sogenannten unreached peoples („unerreichte Völker“). Das Joshua Project stellt missionswilligen Christen internetgestützte Daten in Form von Landkarten und Tabellen zur Verfügung, um die unreached peoples ausfindig zu machen und Missionsbemühungen anzustoßen.

## Ziel und Aufbau
Das Joshua Project begründet seinen „Missionsauftrag“ unter anderem mit der folgenden Bibelstelle (Mt 24,14 ): „Und dieses Evangelium des Reiches wird gepredigt werden auf dem ganzen Erdkreis, allen Nationen zu einem Zeugnis, und dann wird das Ende kommen.“
Die frei zugängliche Datenbank basiert vor allem auf der ethnischen Zugehörigkeit der Menschen, die nach vielfältigen Kriterien selektiert werden können (Länder, Sprachen, Religionen). Im Jahr 2010 enthielt die Datenbank 16.350 Datensätze.
Die Darstellung der aufbereiteten Daten enthält eine Bewertung jeder Ethnie in Form eines „Ampelsystems“: Ein grüner Punkt bedeutet „mehr als 2% Evangelikale“, gelb heißt „weniger als 2% Evangelikale und über 5% Christen“ und rot steht für „weniger als 2% Evangelikale und weniger als 5% Christen“ (die Skala wird noch weiter untergliedert). Das Joshua Projekt nennt systematische Anweisungen, wie die unerreichten Völker möglichst effizient erreicht werden können: So werden sprachliche, kulturelle und soziale Barrieren aufgezeigt und Strategien genannt, wie diese Barrieren verringert werden können. Die Ideologie der pfingstlich-evangelikalen Missionsbewegung beruht auf der unbewiesenen Grundannahme, dass die Abwesenheit solcher Barrieren automatisch dazu führt, dass Menschen gerne zu Christen werden.

## Datenqualität und Kritik
Auf der Webseite des Joshua Projectes ist die Rede von „präzisen, etwa alle zwei Wochen aktualisierten Informationen“. Die entsprechenden Daten stammen aus den verschiedensten Quellen, so werden zum Beispiel für die Bereiche „Sprachen“ und „Ethnien“ wissenschaftlich fundierte Informationen der Ethnologie (etwa die Sprachendatenbank Ethnologue) und der Vereinten Nationen (UN) herangezogen. Die Projektbetreiber setzen voraus, dass diese Zahlen mit einer Abweichung von +/−20 % verlässlich sind. Die entscheidende Rolle kommt jedoch den Erhebungen von Kirchen und Missionsgesellschaften, vor Ort arbeitenden Missionaren, Gemeinden und Einzelpersonen zu. Um eine ausreichende Datenqualität zu gewährleisten, müssen Erhebungen dieser Mitarbeiter mit den wissenschaftlich gesicherten Zahlen korrelieren.
Die zur Verfügung gestellten Daten stehen weltweit sowohl Missionswilligen als auch jeglichen anderen Personen – also auch „Missionsunwilligen“ – zur Verfügung. Beeindruckend ist der Grad der verwendeten Technologien zur Datenaufbereitung, die jede nur erdenkliche Datenkombination und -darstellung ermöglicht. Dennoch ist es offensichtlich, dass die Datenqualität zum Teil in Frage gestellt werden muss: Erstens arbeiten die freien Mitarbeiter des Projektes in der Regel nicht wissenschaftlich und zweitens kann man annehmen, dass die missionarische Ideologie des Projektes leicht zu Fehleinschätzungen führt.
Projekte wie dieses, die eine christlich fundamentale „Weltbekehrung“ verfolgen, werden aus ethnologischer Sicht kritisch gesehen, da sie den Kulturwandel lokaler indigener Gemeinschaften in einer stark manipulativen Weise beschleunigen: Die Abkehr von den traditionellen Werten wird begünstigt; dies führt zu einer zurückgehenden Selbstständigkeit der Gruppen und zu neuen Abhängigkeiten von der neuen Religion – und damit verbunden – von der westlichen Kultur.